# Totton and Eling
Totton and Eling este un oraș în comitatul Hampshire, regiunea South East England, Anglia. Orașul se află în districtul New Forest. Orașul este format, așa cum îi spune numele, din două foste localități ce au fost contopite intr-una singură, Totton și Ealing.